# Pítana
|  | Aquest article tracta sobre la ciutat de Pítana. Si cerqueu el personatge mitològic, vegeu «Pítane». |

Pítana (en grec antic: Πιτάνη, Pitánē) fou una ciutat de l'antiga Grècia situada la costa de l'Àsia Menor, a la regió d'Eòlia. Correspon a la moderna ciutat de Çandarlı, a Turquia.
Es tractava d'una polis de dimensions modestes, amb un territori de menys de 100 km². Tenia grans avantatges comercials perquè posseïa dos ports, segons Heròdot i Estrabó. En el segle v aC feia part de la Lliga de Delos, i en el segle iv aC va ser assetjada per Parmenió, però va resistir gràcies al comandament de Mèmnon.
Durant el regnat de l'emperador Titus, l'any 80, va ser destruïda per un terratrèmol, i va romandre reduïda en un llogaret, que encara és esmentat al segle vi per Hièrocles.
En aquesta ciutat va néixer el filòsof Arcesilau, deixeble de Teofrast.